# パンキッシュ☆
「パンキッシュ☆」は、日本の音楽ユニット・mihimaru GTの13作目のシングル。

## 概要
- 前作「かけがえのない詩」から約1ヶ月ぶり、アルバム『THE BEST of mihimaru GT』からの先行シングル。
- 表題曲はエムティーアイ『music.jp』のCMソング及び自身が出演するダリヤ『パルティ』春編のCMソングに使用された[1]。ダリヤ『パルティ』のCMソングを手掛けるのは「マジカルスピーカー」以来2作ぶり通算4度目となった。
- 初回限定盤と通常盤の2形態で発売された。初回限定盤には特典として表題曲のミュージック・ビデオとメイキング映像、ダリヤ『パルティ』春編のCM映像を収録したDVDが同梱された。
- オリコンチャート初登場7位を獲得。3作連続トップ10入りを果たした。

## 収録曲
1. パンキッシュ☆ [4:01]
作詞：hiroko & mitsuyuki miyake & Hidemi Ino
作曲：mitsuyuki miyake
編曲：鈴木Daichi秀行 & mitsuyuki miyake
パンク・ロックを意識して制作された楽曲。歌詞はダメな男性に振り回される女性を意味する『だめんず・うぉ〜か〜』を題材に書かれている。ミュージック・ビデオには自身含めアフロキャップを被ったエキストラが多数出演している[2]。
2. Wassyoi!! 〜feat.古坂大魔王〜 [5:04]
作詞：hiroko & mitsuyuki miyake & 古坂大魔王
作曲：古坂大魔王 & mitsuyuki miyake
編曲：鈴木ヒロト & mitsuyuki miyake
古坂大魔王を客演に迎えて制作され、和太鼓を取り入れた和テイストの楽曲[2]。
3. パンキッシュ☆ (Instrumental) [4:00]
作曲：mitsuyuki miyake
編曲：鈴木Daichi秀行 & mitsuyuki miyake
表題曲のインストゥルメンタル。
4. Wassyoi!! 〜feat.古坂大魔王〜 (Instrumental) [4:59]
作曲：古坂大魔王 & mitsuyuki miyake
編曲：鈴木ヒロト & mitsuyuki miyake
カップリング曲のインストゥルメンタル。

## 参加ミュージシャン
mihimaru GT
- hiroko：Vocals & Rap
- mitsuyuki miyake：Vocals & Rap、Programming

Additional Musician
- 鈴木Daichi秀行：Keyboards & Programming & Guitars & Bass (#1,3)
- 橘井健一：Guitars (#2,4)
- 鈴木ヒロト：Keyboards & Programming (#2,4)
- 田辺トシノ：Bass (#2,4)
- 高田真：Drums (全曲)
- DJ NON：Turntable (#1,3)
- DJ MINORU：Turntable (#2,4)
- 小林太：Trumpet (#2,4)
- 中雅志：Trombone (#2,4)
- 秋山幸宏：Sax (#2,4)
- Ajo：和太鼓 & 合いの手 (#2,4)
- KAI：和太鼓 & 合いの手　(#2,4)

## タイアップ
- エムティーアイ『music.jp』CMソング (#1)
- ダリヤ『パルティ』春編CMソング (#1)

## 収録アルバム
- THE BEST of mihimaru GT (#1)
- 10th Anniversary BEST 2003-2013 (#1)
- THE SINGLE of mihimaru GT (#1)
- mihimania II〜コレクション アルバム〜 (#2)
- mihimania collection (#2)